# Olpé Chigi
L'olpé Chigi est un vase de style protocorinthien, daté vers 640-630 av. J.-C., retrouvé dans une nécropole étrusque dans le Latium. Cette olpé est considérée comme exceptionnelle par ses décors très détaillés (première représentation d'hoplites de l'art grec) par rapport à sa taille (26 cm de hauteur).

## Histoire

### Origine
Réalisée vers 640-630 av. J.-C., l'olpé Chigi est un vase de style protocorinthien (720-620 av. J.-C.). Ce style est caractérisé par son aspect très orientalisant et par son succès, qui explique sa diffusion dans tout le Bassin méditerranéen. L'olpé Chigi se détache néanmoins de la production négligée et stéréotypée des ateliers de Corinthe, notamment par sa virtuosité et sa miniaturisation. Il s'agit sans doute d'une imitation d'un modèle en bronze. 
Elle a pu être offerte à des aristocrates étrusques par des Bacchiades, fuyant la cité de Corinthe alors sous la tyrannie des Cypsélides et recherchant refuge en Grande Grèce. Elle a sans doute été utilisée dans des banquets pour contenir du vin avant de se retrouver en milieu funéraire.

### Redécouverte et conservation
Cette olpé a été trouvée dans une riche tombe étrusque de la nécropole de Monte Aguzzo di Formello, près de Véies, à 17 km de Rome, dans le Latium, dans le tumulus  dit « Chigi » car associé à la collection éponyme.
Le vase est conservé à Rome, au musée national de la villa Giulia,.

## Description
L'olpé Chigi mesure 26 cm de hauteur, ce qui en fait un vase de dimensions relativement modestes,.

### Décor
Le décor du vase est attribué à un céramographe (peintre sur céramique) anonyme, mais néanmoins identifié comme l'un des plus brillants du VIIe siècle av. J.-C. D'autres scènes lui sont reconnus, comme celles de l'aryballe « MacMillan », daté vers 640-630 av. J.-C. et conservé à Londres. Cet artiste est notamment reconnu pour sa peinture miniaturisée et sa maîtrise de la plastique,.
Ce décor est très riche et est disposé sur trois registres horizontaux, en grande partie conservé. Elles sont séparées par des bandes de vernis noir. La base est ornée de motifs en dents de loup, caractéristique des fabrications corinthiennes. Les différents registres peuvent représenter un cycle de passage à l'âge adulte pour les éphèbes, avec un sens de lecture de bas en haut.
Les teintes brunes et beiges, variées, laissent supposer que le peintre s'est inspiré de peintures murales ; il pourrait aussi avoir été influencé par des reliefs de petite taille en ivoire ou des tissus assyriens.

#### Frise supérieure

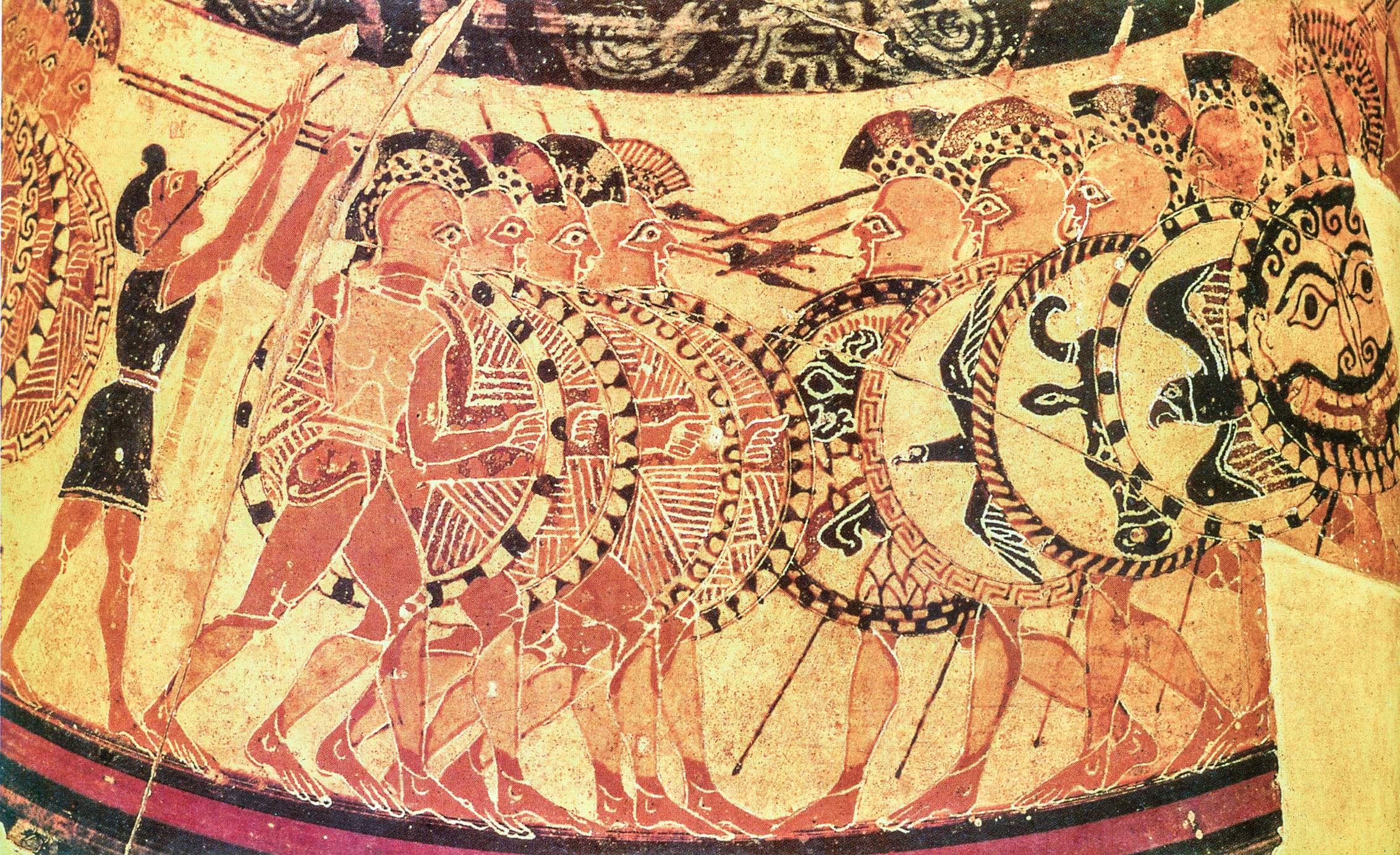
Détail de la frise supérieur de l'olpé Chigi : hoplites au combat.

La frise supérieure est décorée par une scène réelle, contemporaine à la fabrication du vase. Deux groupes de fantassins se font face et s'affrontent, sans doute des promakhoi. À gauche sont identifiés des Spartiates, accompagnés d'un joueur d'aulos aux habits noirs. Les deux groupes de soldats portent des boucliers ronds, ce qui permet d'éviter à avoir à représenter une grande partie de leurs corps, tout en créant un effet de perspective. Ces boucliers sont vus aussi bien de l'intérieur pour le groupe de gauche, avec un décor incisé et polychrome sur le vase, et de l'extérieur pour le groupe de droite, avec des épisèmes peints, avec des représentations d'animaux et d'un gorgonéion. Le groupe de gauche est d'ailleurs composé de quatre fantassins identifiables, mais dix pieds sont représentés. La répétition des boucliers et la représentation des pieds levés indiqueraient ainsi une masse compacte de guerriers, se déplaçant en courant.
La scène est dite synoptique car elle représente au même plan des moments chronologiquement différents : la préparation au combat, la course des guerriers et le choc des deux armées.
Il s'agit de la première représentation d'hoplites, une innovation dans l'armée grecque de cette époque, qui délaisse le combat singulier au profit de manœuvres de troupes. Cela est notamment illustré par la présence de javelots au lieu d'épées, correspondant à une première phase de l'équipement hoplitique.

#### Frise intermédiaire

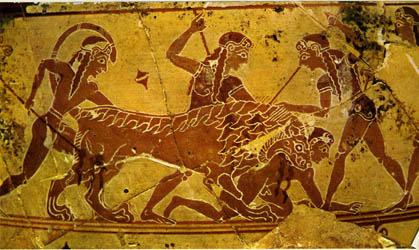
Détail de la frise intermédiaire de lOlpé Chigi : chasse au lion.

La frise intermédiaire est composée de plusieurs éléments. Tout d'abord, sous l'anse du vase, se trouve une des premières représentations du Jugement de Pâris, qui est la seule scène mythologique. Ensuite se trouve une image de l'activité équestre, réservé à l'aristocratie, avec quatre cavaliers chevauchant chacun un cheval à une main, précédés par un quadrige (char tiré par quatre chevaux). Sur l'axe du vase, deux sphinx affrontés sont placés. Enfin, une scène de chasse dramatique est représentée, avec quatre chasseurs nus, dont l'un est blessé et saigne, affrontant un lion.

#### Frise inférieure
La frise inférieure représente une scène plus pittoresque, avec des chasseurs - de jeunes éphèbes nus - accompagnés de chiens, cachés dans des buissons, chassant des lapins et des renards.